# قارنة (ميكانيكا)

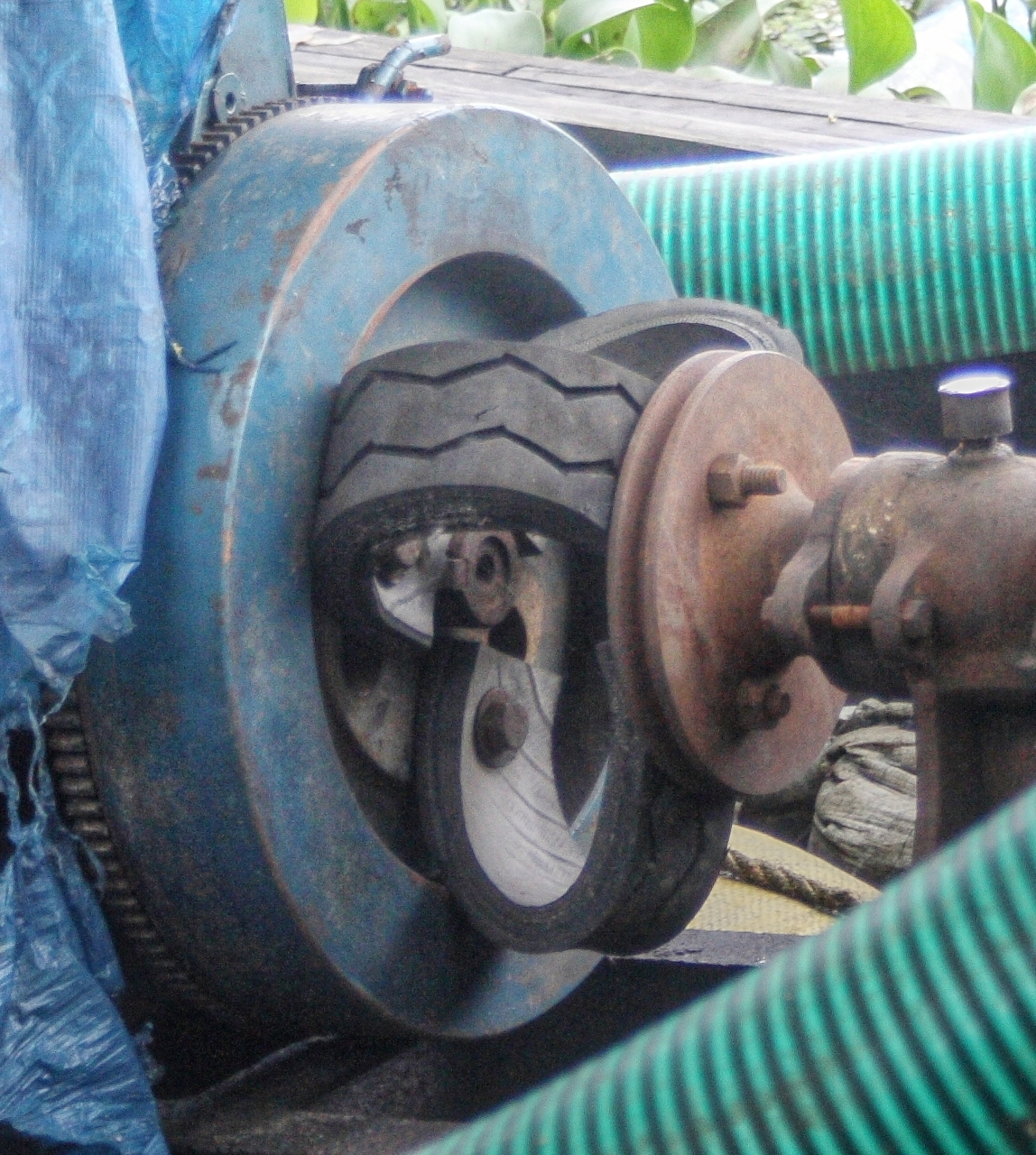
تُستخدَم قارنة انثنائية مُرتجَلة مصنوعة من قطع إطارات مطاطية لربط أعمدة الإدارة للمحرك ومضخة المياه. وتستخدم هذه القارنة لإلغاء اختلاف التحاذي وتخميد الاهتزازات.

قارنة دوارة

القَارِنَة (بالإنجليزية: Coupling) هي جهاز يستخدم لوصل عمودين معًا من طرفيهما لغرض نقل القدرة. الغرض الأساسي من القارنات هو ربط قطعتين من المعدات الدوارة مع السماح بدرجة معينة من عدم المحاذاة أو حركة الأطراف أو كليهما. في سياق أكثر عمومية، يمكن أن تكون القارنة أيضًا جهازًا ميكانيكيًا يعمل على توصيل أطراف الأجزاء أو الأشياء المتجاورة. لا تسمح القارنات عادةً بفصل الأعمدة أثناء التشغيل، ولكن توجد قارنات مُحِدَّة لعزم الدوران يمكن أن تنزلق أو تنفصل عند تجاوز حد معين من العزم. يمكن أن يؤدي انتقاء القارنات وتنصيبها وصيانتها إلى تقليل وقت الصيانة وتكلفتها.

## الاستخدامات
تُستخدم قارنات الأعمدة في الآلات لعدة أغراض. وتتمثل وظيفتها الأساسية في نقل الطاقة من طرف إلى آخر (على سبيل المثال: نقل القدرة من المحرك إلى المضخة عبر القارنة).
استخدامات أخرى شائعة:
- لتغيير خصائص اهتزاز الوحدات الدوارة
- لوصل الجزئين المُدير والمُدار
- لتوفير الحماية
- لتقليل انتقال الأحمال الصدمية من عمود إلى آخر
- للانزلاق عند حدوث حمل زائد